# Drvenik Veli (naselje)
Drvenik Veli je manjše naselje s pristanom na otoku Drvenik Veli, ki upravno spada pod mesto Trogir, le-ta pa spada pod Splitsko-dalmatinsko županijo (Hrvaška).

## Geografija
Naselje Drvenik Veli (prj Veli Porat) se razprostira v dnu zaliva Luka Drvenik veli na severozahodni obali otoka. Pristan, ki je zavarovan z okoli 75 m dolgim valobranom, je povsem na koncu zaliva z urejeno kamnito obala in privezi. Tu pristaja trajekt. Globina morja je do 3 m. Na obali stoji svetilnik, ki oddaja svetlobni signal: R Bl 3s. Drugi svetilnik, ki stoji pri valobranu oddaja svet. sig.: Z Bl 2s. Globina morja pri valobranu je do 10m. V zalivu je tudi manjša marina - »Marina Zirona«. Marina ima 40 privezov v morju pri globini 10 m.

## Prebivalstvo
V naselju Drvenik Veli stalno živi večina od 168 stalnih prebivalcev otoka (popis 2001).
| Pregled števila prebivalcev po letih | Pregled števila prebivalcev po letih | Pregled števila prebivalcev po letih | Pregled števila prebivalcev po letih | Pregled števila prebivalcev po letih | Pregled števila prebivalcev po letih | Pregled števila prebivalcev po letih | Pregled števila prebivalcev po letih | Pregled števila prebivalcev po letih | Pregled števila prebivalcev po letih | Pregled števila prebivalcev po letih | Pregled števila prebivalcev po letih | Pregled števila prebivalcev po letih | Pregled števila prebivalcev po letih | Pregled števila prebivalcev po letih |
| ------------------------------------ | ------------------------------------ | ------------------------------------ | ------------------------------------ | ------------------------------------ | ------------------------------------ | ------------------------------------ | ------------------------------------ | ------------------------------------ | ------------------------------------ | ------------------------------------ | ------------------------------------ | ------------------------------------ | ------------------------------------ | ------------------------------------ |
| 1857                                 | 1869                                 | 1880                                 | 1890                                 | 1900                                 | 1910                                 | 1921                                 | 1931                                 | 1948                                 | 1953                                 | 1961                                 | 1971                                 | 1981                                 | 1991                                 | 2001                                 |
| 476                                  | 1406                                 | 549                                  | 684                                  | 754                                  | 914                                  | 1069                                 | 925                                  | 908                                  | 878                                  | 729                                  | 469                                  | 229                                  | 145                                  | 168                                  |

## Gospodarstvo
Domačini se v glavnem ukvarjajo z ribolovom, vinogradništvom, pridelavo oljk in turizmom. Tu je mogoče najeti privatne sobe in apartmaje.

## Zgodovina
Cerkev svetega Jurja je ohranjeno gotsko svetišče iz 16. stoletja.